# Charaxes zephyrus
Charaxes zephyrus är en fjärilsart som beskrevs av Butler 1869. Charaxes zephyrus ingår i släktet Charaxes och familjen praktfjärilar. Inga underarter finns listade i Catalogue of Life.